# Adel Haj Osman
Adel Haj Osman, född 3 februari 1998 i Latakia, är en svensk fotbollsspelare som 2024 spelar för Europa FC i Gibraltar Football League.

## Karriär
Adel Haj Osman började sin seniorkarriär med Virserums SGF år 2016 och spelade där tre säsonger fram till 2019. I december 2019 gick han till Målilla GoIF fotbollsklubb för spel inför år 2020 där han har spelat en hel säsong. I december 2020 värvades Haj Osman av fotbollsklubben Kalmar AIK FK för spel under säsongen 2021, och senare skrev han på för den professionella division två-fotbollsklubben Ytterhogdals IK för spel inför säsongen 2022 där han gjorde sitt första professionella mål.
I början av 2024 lockades Haj Osman av Europa FC, den gibraltiska fotbollsklubben som spelar i Gibraltars högsta liga och som nyligen spelade i Uefa Conference League.